# Khánh Cường
Khánh Cường là một xã cũ thuộc huyện Yên Khánh cũ, tỉnh Ninh Bình, Việt Nam.Ngày 1/7/2025 Xã Khánh Cường , Xã Khánh Lợi và Xã Khánh Thiện sáp nhập với nhau lấy tên là Xã Khánh Thiện

## Địa lý
Xã Khánh Cường nằm cách trung tâm thành phố Ninh Bình 16 km, có vị trí địa lý:
- Phía đông giáp xã Khánh Trung
- Phía nam giáp xã Khánh Mậu
- Phía tây giáp xã Khánh Thiện
- Phía bắc giáp sông Đáy.

Xã Khánh Cường có diện tích 8,58 km², dân số năm 2019 là 6.715 người, mật độ dân số đạt 783 người/km².
Khánh Cường là xã tiếp giáp với sông Đáy, nằm trên tuyến đường bộ Bái Đính - Kim Sơn.

## Hành chính
Xã Khánh Cường được chia thành 2 hợp tác xã: Đông Cường và Nam Cường.

## Lịch sử
Hợp tác xã Đông Cường gồm trọn vẹn Thôn Nhuận ỐC (tên cũ trước năm 1945), Hợp tác xã Nam Cường gồm phần diện tích của 2 thôn Nho Lâm, Phụng Công (tên cũ trước năm 1945).
Thôn Nhuận Ốc trước đây là xã Nhuận Ốc thuộc tổng Bồng Hải, phủ Yên Khánh, tỉnh Ninh Bình. Đền Nhuận Ốc trước đây được đánh giá là ngôi đền to đẹp và bề thế nhất tổng Bồng Hải hiện nay đã không còn, vị trí của đền nằm tại trường THCS xã Khánh Cường. Theo như bản sắc phong do vua Khải Định ban cho đền Nhuận Ốc vào năm 1917 (được lưu trữ tại Chùa Đọ và bàn giao cho UBND xã Khánh Cường năm 2019), đền phụng thờ Tam vị Tản Viên Sơn tôn thần, bảo vệ đất nước, che chở dân lành, nổi tiếng linh ứng.
Ngày 27 tháng 4 năm 1977, Hội đồng chính phủ ban hành Quyết định 125-CP về việc sáp nhập xã Khánh Cường thuộc huyện Yên Khánh mới giải thể vào huyện Kim Sơn.
Ngày 4 tháng 7 năm 1994, Chính phủ ban hành Nghị định số 59-CP về việc chuyển xã Khánh Cường thuộc huyện Kim Sơn về huyện Yên Khánh mới tái lập quản lý.
Đây cũng là xã được công nhận Anh hùng lực lượng vũ trang nhân dân Lưu trữ ngày 15 tháng 3 năm 2016 tại Wayback Machine ở Ninh Bình.

## Làng chèo Khánh Cường
Nếu như Yên Khánh là vùng chèo tiêu biểu nhất Ninh Bình hiện nay thì làng chèo Khánh Cường từ xa xưa đã là cái nôi chèo của huyện Yên Khánh. Những năm 1940 của thế kỷ trước, Nghệ nhân Phạm Quang Thảo, quê gốc Khánh Cường, dân gian vẫn gọi ông là cụ Cả Nghệ vốn bẩm sinh tinh thông âm luật, thông thạo ngũ cung đã làm nổi danh chiếu chèo Yên Khánh tới khắp Hà thành. Cụ Cả Nghệ từ xưa đã rất nổi tiếng, người ta thường nhắc tới cụ Nghệ và với các gương mặt cùng thời là Cả Mược, Trùm Thịnh, Năm Ngũ, Hồng Lô. Cụ Cả Nghệ là một trong những người đầu tiên xây dựng nên Đoàn chèo Sông Vân nay là Nhà hát Chèo Ninh Bình, rồi truyền thụ nghề cho các chiếu chèo Yên Khánh quê nhà. Rất nhiều học trò của ông hiện đang ở các đoàn nghệ thuật của Nam Định, Ninh Bình, Hà Nam,... Hai hậu duệ tiêu biểu của cụ Cả Nghệ nối nghiệp nghề chèo là NSND Hạnh Nhân (ĐH Sân khấu điện ảnh) và NSƯT Phạm Tuấn Dũng (chèo Ninh Bình).
Xuất thân từ mảnh đất được xem như "cái nôi của nghệ thuật chèo", Nghệ nhân ưu tú Phạm Ngọc Giới, xóm 10 xã Khánh Cường đã gắn bó với phong trào văn nghệ từ thuở nhỏ. Khi 17 tuổi ông tham gia vào đội văn nghệ của xã, cũng từ đây ông được cụ Cả Nghệ truyền dạy nhiều làn điệu chèo cổ. Năm 2004, sau khi nghỉ chức chủ tịch UBND xã Khánh Cường về hưu, với niềm đam mê nghệ thuật chèo, ông đã dành nhiều thời gian để nghiên cứu, sưu tầm nhiều làn điệu chèo cổ và sáng tác nhiều kịch bản chèo, nhiều bài hát chèo phục vụ cho các câu lạc bộ chèo trong xã, trong huyện và một số đơn vị trong tỉnh. Hiện nay ông là cánh chim đầu đàn của các câu lạc bộ thuộc làng chèo Khánh Cường.
Năm 2021, làng chèo Khánh Cường có 18 trên tổng số 21 xóm đã thành lập và duy trì được câu lạc bộ chèo hoạt động thường xuyên, thu hút được đông đảo người dân tham gia luyện tập và cổ vũ. Các câu lạc bộ chèo ở Khánh Cường còn tham gia các hội diễn văn nghệ quần chúng của huyện, của tỉnh, đạt những thành tích xuất sắc, ghi dấu ấn cho sự phát triển, trường tồn của bộ môn nghệ thuật truyền thống.